# Lech Tymiński

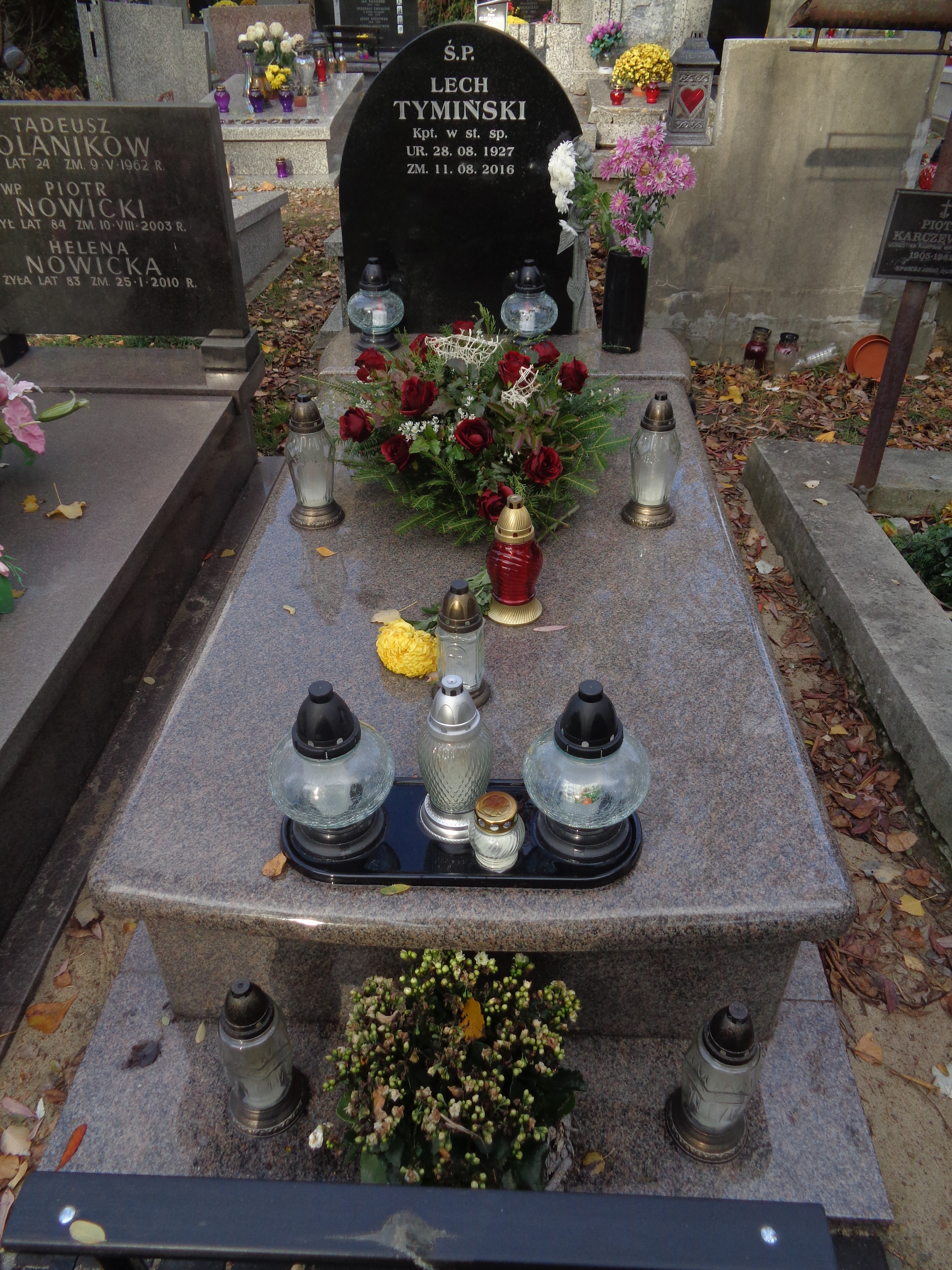
Grób Lecha Tymińskiego na Cmentarzu Wojskowym na Powązkach

Lech Zygmunt Tymiński (ur. 28 sierpnia 1927 w Stropkowie, zm. 11 sierpnia 2016) – polski działacz państwowy, podsekretarz stanu w ministerstwie energetyki, mgr inż. energetyk.

## Życiorys
Był absolwentem Instytutu Politechniczno-Ekonomicznego w Moskwie. W okresie PRL piastował między innymi funkcję wiceprezesa Urzędu Energii Atomowej oraz podsekretarza stanu w ministerstwie energetyki. Był również członkiem Rady Nadzorczej C.J. GAMES. Lech Tymiński był kawalerem Krzyża Oficerskiego Orderu Odrodzenia Polski.
Spoczywa na Cmentarzu Wojskowym na Powązkach (kw. K, rząd 15, grób 15).